# Parcul „Iasnaia Poliana”
Parcul „Iasnaia Poliana” (în rusă Ясная Поляна, în traducere „Poienița Însorită”) este o arie protejată din Republica Moldova, reprezentând un monument de arhitectură peisagistică. Este amplasat la 3 km sud-vest de orașul Drochia. Are o suprafață de 12,8 ha. În 1998, se afla în administrarea Comitetului Raional al Sindicatului Complexului Agroindustrial.